# Hemiseptella africana
Hemiseptella africana är en mossdjursart som beskrevs av Canu och Bassler 1930. Hemiseptella africana ingår i släktet Hemiseptella och familjen Calloporidae.
Artens utbredningsområde är Tunisien. Inga underarter finns listade i Catalogue of Life.